# Ivor Linton
Ivor Linton (West Bromwich, 20 novembre 1959) è un ex calciatore inglese, di ruolo centrocampista.

## Carriera
Nel 1976 entra a far parte delle giovanili dell'Aston Villa, club della prima divisione inglese, con cui già in quella stessa stagione, ancora diciassettenne, viene aggregato alla prima squadra, con cui esordisce tra i professionisti il 16 maggio 1977, subentrando dalla panchina all'inizio del secondo tempo della partita vinta per 1-0 in casa contro lo Stoke City, giocando poi una seconda (ed ultima) partita il successivo 23 maggio, quando gioca gli ultimi 15 minuti della vittoria casalinga per 4-0 ai danni del West Bromwich, club della sua città natale. Nella stagione 1977-1978 fa invece il suo esordio nelle competizioni UEFA per club, subentrando dalla panchina nel secondo tempo della partita del primo turno di Coppa UEFA vinta per 2-0 sul campo dei turchi del Fenerbahçe del 28 settembre 1977; in campionato gioca invece solamente una partita, ovvero la sconfitta per 1-0 del 14 gennaio 1978 sul campo dell'Everton, nella quale entra in campo dalla panchina all'inizio del secondo tempo.
Nella stagione 1978-1979 e nella stagione 1979-1980 gioca con maggiore continuità, riuscendo a disputare rispettivamente 8 e 15 partite di campionato (16 delle quali da titolare nell'arco del biennio in questione); nella stagione 1980-1981 invece non viene mai schierato in campo in incontri di campionato, mentre nella stagione 1981-1982 gioca una partita in campionato (la sconfitta per 2-1 sul campo dei gallesi dello Swansea City del 14 dicembre 1981, nella quale subentra dalla panchina all'inizio del secondo tempo) ed una partita nella vittoriosa Coppa dei Campioni (subentra infatti dalla panchina nel secondo tempo della partita di ritorno dei sedicesimi di finale, vinta per 2-1 sul campo dei tedeschi orientali della BFC Dynamo).
Nell'estate del 1982 viene ceduto al Peterborough Utd, con cui nella stagione 1982-1983 realizza 3 reti (le sue prime in campionati professionistici) in 27 presenze nella quarta divisione inglese; a fine anno torna a giocare a Birmingham, però questa volta ai rivali cittadini dell'Aston Villa, ovvero il Birmingham City, a loro volta militanti in prima divisione: dopo 4 presenze (3 delle quali da titolare) viene però ceduto a stagione in corso ai semiprofessionisti del Bilston Town, con cui conclude la stagione 1983-1984. Si trasferisce poi in Finlandia, Paese in cui continua a giocare con vari club fino al 1999, all'età di 40 anni.

## Palmarès

### Club

#### Competizioni nazionali
- Campionato inglese: 1

Aston Villa: 1980-1981
- FA Charity Shield: 1

Aston Villa: 1981

#### Competizioni internazionali
- Coppa dei Campioni: 1

Aston Villa: 1981-1982